# Eleição municipal de Juiz de Fora em 1996
A eleição municipal de Juiz de Fora em 1996 foi realizada em dois turnos nos dias 3 de outubro e 15 de novembro. O prefeito em exercício era Custódio Mattos do PSDB. Tarcísio Delgado do PMDB foi eleito prefeito em segundo turno, derrotando o ex-prefeito Alberto Bejani do PFL, este apoiado por Custódio Mattos e Eduardo Azeredo.

## Candidatos
|  | Nº | Candidato(a) a prefeito | Candidato(a) a prefeito                                     | Candidato(a) a vice-prefeito | Candidato(a) a vice-prefeito               | Coligação |
|  | -- | ----------------------- | ----------------------------------------------------------- | ---------------------------- | ------------------------------------------ | --- |
|  | 11 |                         | Sebastião Helvécio (PPB) Sebastião Helvécio Ramos de Castro |                              | n/d (PPB)                                  | Sem coligação - Partido Progressista Brasileiro (PPB) |
|  | 13 |                         | Paulo Delgado (PT) Paulo Gabriel Godinho Delgado            |                              | n/d (PT)                                   | Sem nome - Partido dos Trabalhadores (PT) - Partido Comunista do Brasil (PCdoB) - Partido Geral dos Trabalhadores (PGT) - Partido Comunista Brasileiro (PCB) |
|  | 15 |                         | Tarcísio Delgado (PMDB) Raimundo Tarcísio Delgado           |                              | João César Novaes (PMDB) João César Novaes | Sem nome - Partido do Movimento Democrático Brasileiro (PMDB) - Partido Popular Socialista (PPS) - Partido Social Cristão (PSC) |
|  | 25 |                         | Alberto Bejani (PFL) Carlos Alberto Bejani                  |                              | n/d (PSD)                                  | Sem nome - Partido da Frente Liberal (PFL) - Partido Social Democrático (PSD) - Partido Trabalhista Brasileiro (PTB) - Partido da Reconstrução Nacional (PRN) - Partido Republicano Progressista (PRP) - Partido Social Trabalhista (PST) - Partido Liberal (PL) - Partido da Mobilização Nacional (PMN) - Partido Social Liberal (PSL) - Partido dos Aposentados da Nação (PAN) - Partido Renovador Trabalhista Brasileiro (PRTB) |
|  | 43 |                         | José Valério (PV) José Elias Valério                        |                              | n/d (PSTU)                                 | Sem nome - Partido Verde (PV) - Partido Socialista dos Trabalhadores Unificado (PSTU) |
|  | 45 |                         | Reginaldo Arcuri (PSDB) Reginaldo Braga Arcuri              |                              | n/d (PSDB)                                 | Sem nome - Partido da Social Democracia Brasileira (PSDB) - Partido Democrático Trabalhista (PDT) - Partido Socialista Brasileiro (PSB) |

## Resultado da eleição para prefeito
| Candidato(a)             | Vice                     | 1º Turno 3 de outubro de 1996 | 1º Turno 3 de outubro de 1996 | 2º Turno 15 de novembro de 1996 | 2º Turno 15 de novembro de 1996 |
| Candidato(a)             | Vice                     | Votação                       | Votação                       | Votação                         | Votação                         |
| Candidato(a)             | Vice                     | Total                         | Porcentagem                   | Total                           | Porcentagem                     |
| ------------------------ | ------------------------ | ----------------------------- | ----------------------------- | ------------------------------- | ------------------------------- |
| Tarcísio Delgado (PMDB)  | João César Novaes (PMDB) | 83.223                        | 36,71%                        | 134.540                         | 60,08%                          |
| Alberto Bejani (PFL)     | n/d (PSD)                | 54.519                        | 24,05%                        | 89.397                          | 39,92%                          |
| Reginaldo Arcuri (PSDB)  | n/d (PSDB)               | 50.162                        | 22,13%                        | Não participaram                | Não participaram                |
| Sebastião Helvécio (PPB) | n/d (PPB)                | 18.292                        | 8,07%                         | Não participaram                | Não participaram                |
| Paulo Delgado (PT)       | n/d (PT)                 | 18.076                        | 7,97%                         | Não participaram                | Não participaram                |
| José Valério (PV)        | n/d (PSTU)               | 2.436                         | 1,07%                         | Não participaram                | Não participaram                |
| Total de votos válidos   | Total de votos válidos   | 226.708                       | 100,00%                       | 223.937                         | 100,00%                         |
| Votos apurados           |                          |                               |                               |                                 |                                 |
| Votos válidos            | Votos válidos            | 226.708                       | 92,68%                        | 223.937                         | 93,16%                          |
| Votos em branco          | Votos em branco          | 2.836                         | 1,16%                         | 3.183                           | 1,33%                           |
| Votos nulos              | Votos nulos              | 15.070                        | 6,16%                         | 13.251                          | 5,51%                           |
| Total de votos apurados  | Total de votos apurados  | 244.614                       | 100,00%                       | 240.371                         | 100,00%                         |
| Eleitores                |                          |                               |                               |                                 |                                 |
| Comparecimento           | Comparecimento           | 244.614                       | 86,93%                        | 240.371                         | 85,42%                          |
| Abstenções               | Abstenções               | 36.780                        | 13,07%                        | 41.023                          | 14,58%                          |
| Total de eleitores       | Total de eleitores       | 281.394                       | 100,00%                       | 281.394                         | 100,00%                         |